# Право пріоритету
Право пріоритету — концепція права інтелектуальної власності, що полягає у наданні винахіднику обмеженого у часі переважного права
на отримання патенту або іншого правоохоронного документу внаслідок того, що винахідник вже подав заявку на подібний об'єкт у іншій країні.
Зазвичай пріоритет складає 6 місяців для промислових зразків та торговельних марок і 12 місяців для патентів та корисних моделей.
У патентному праві після успішного отримання пріоритету дата подання першої заявки стає «датою пріоритету» та, відповідно, «датою подачі заявки» для цілей визначення відповідності заявки умовам патентоздатності.

## Причини виникнення
Основною метою права пріоритету є забезпечення обмеженого періоду, протягом якого заявник може подати міжнародну заявку на отримання відповідного правоохоронного документу, подолавши таким чином негативні наслідки територіальності права промислової власності
.